# João Maria Ventura Trindade
João Maria de Paiva Ventura Trindade (n. Évora, 1972) é um  arquitecto português.

## Biografia
Diplomado pela Faculdade de Arquitectura da Universidade Técnica de Lisboa em 1995.
É professor na Universidade Lusíada de Lisboa desde 1998, na Universidade de Évora desde 2008 e na Escuela Superior de Arquitectura y Tecnologia - Camilo José Cela, de Madrid, em 2011. Foi consultor da Parque Expo/Ministério do Ambiente, para o desenvolvimento dos Projectos Singulares do Programa Polis. Também é autor e co-autor, entre outros, dos seguintes projectos: Estação Biológica do Garducho, Mourão; Fábrica dos Leões, Évora; Estúdios Shining, Lisboa, Museu Municipal de Moura.
Em 2009 recebeu o Prémio FAD Arquitectura atribuída pela ArquinFad Barcelona, considerado o mais importante prémio de arquitectura da península Ibérica. Foi-lhe atribuído pelo projecto da Estação Biológica do Garducho, Mourão, seleccionada pelo júri entre cerca de 530 obras a concurso.
Em 2010 foi finalista do Prémio IAKOV CHERNIKOV, atribuído pela fundação homónima, de Moscovo, que destaca jovens arquitectos a nível mundial.
Em 2011 foi nomeado para o Prémio Europeu de Arquitectura Mies van der Rohe. 